# 赞达呼·恩赫包勒德
赞达呼·恩赫包勒德（1966年5月23日—），蒙古族，蒙古国乌兰巴托人，蒙古国政治人物。

## 生平
1966年5月23日，恩赫包勒德生于蒙古国首都乌兰巴托。1984年毕业于色楞格省苏赫巴特尔十年制中学。1989年，毕业于俄罗斯乌拉尔综合技术学校自动化机械工程专业。后来，恩赫包勒德在蒙古国立大学法学专业学习，1996年毕业于蒙古国立大学法学专业。2004年自美国丹佛大学获得国际工商管理硕士学位。
1999年至2000年，任国家大呼拉尔主席顾问。2000年至2001年，任民主党总书记。1996年至1999年、2004年至2005年，恩赫包勒德曾任国有资产委员会主席。2008年当选为国家大呼拉尔委员，曾任国家大呼拉尔外交与安全常设委员会主席。2012年再度当选为国家大呼拉尔委员。2012年7月24日，恩赫包勒德当选为国家大呼拉尔主席。他是由民主党提名为国家大呼拉尔主席的，由于民主党的提名未同蒙古人民党正式协商，蒙古人民党议会党团全体议员未参加选举国家大呼拉尔主席的会议。